# Cómo sobrevivir a una despedida
Cómo sobrevivir a una despedida es una película española de comedia del año 2015, dirigida por Manuela Burló y protagonizada por Celia de Molina, Natalia de Molina y Úrsula Corberó.

## Argumento
Alocada historia de un grupo de amigas que a los 28 años no han conseguido lo que soñaban en el pasado: un buen trabajo, un novio como el de Cincuenta sombras de Grey y vivir en un pisazo céntrico. Como mileuristas, lo único que han logrado es compartir piso, trabajar como becarias, salir con chicos alérgicos al compromiso y comprarse ropa solo en las rebajas. Pero Nora y sus amigas no se rinden ante la cruda realidad. Lo primero que se proponen es organizarle una despedida de soltera inolvidable a Gisela, la más responsable del grupo. Y el destino escogido es Gran Canaria.

## Reparto
- Celia de Molina: Gisela
- Natalia de Molina: Nora
- Úrsula Corberó: Marta
- María Hervás: Tania
- Brays Efe: Mateo
- José Lamuño: Yago
- Roger Berruezo: Rai
- Jim Arnold: Roman
- Javier Bódalo: Jonathan
- Daniel Pérez Prada: Lucas
- Angelo Olivier: Recepcionista Hotel de Lujo
- Manuela Burló: Reportera informativos
- Miki Nadal: Presentador de la gala
- Emma Bunton: Ella misma
- Manolo Vieira: Recepcionista apartamento